# Kapoeta
Koordinaten: 4° 47′ N, 33° 34′ O
Kapoita (arabisch كبويتا Kabūyitā; Alternativschreibung Kapoeta) ist eine Kleinstadt im Bundesstaat Eastern Equatoria im Südsudan.

## Lage
Die Stadt liegt rund 100 km von der kenianischen Grenze bei Lokichoggio entfernt.

## Bevölkerung
Für Kapoita werden 6308 Einwohner angegeben (Berechnung 2009).
Bevölkerungsentwicklung:
| Jahr              | Einwohner |
| ----------------- | --------- |
| 1973 (Zensus)     | 5.332     |
| 1983 (Zensus)     | 5.344     |
| 2009 (Berechnung) | 6.308     |

## Geschichte
1991 verlor die Sudanesische Volksbefreiungsarmee (SPLA) im Sezessionskrieg im Südsudan die Kontrolle über Kapoita an die sudanesische Regierung. Im Juni 2002 konnte die Stadt von der SPLA zurückerobert werden. Im Zuge des Friedensvertrages zwischen der Regierung in Khartum und der SPLA und der damit einhergehenden autonomen Regierung für Südsudan sollte Kapoita 2005 an Stelle von Torit Hauptstadt des Bundesstaates Eastern Equatoria werden. Torit wurde jedoch 2009 weiterhin als Hauptstadt des Bundesstaates angegeben.

## Wirtschaft
Im Umland von Kapoita wird im sandigen Boden Gold vermutet.

## Infrastruktur
Kapoita hat wie fast alle Kleinstädte in Südsudan eine Landepiste (ICAO-Kennung: HSKP, die Flugbahnlänge soll 1036 m betragen). Der Ort liegt an der Hauptverbindungsstraße vom kenianischen Grenzort Lokichoggio über Torit nach Juba.

## Söhne und Töchter
- Emmanuel Bernardino Lowi Napeta (* 1973), römisch-katholischer Geistlicher, Bischof von Torit